# Sigtuna rådhus
Sigtuna rådhus (pol. Ratusz w Sigtunie) – dawny budynek rady miejskiej i sądu miejskiego (rådhusrätt) w Sigtunie. Został wzniesiony w latach 1740–1744 przez ówczesnego burmistrza Erica Kyhlmana. Obecnie stanowi część Sigtuna Museum (Muzeum Sigtuny). Znany jako najmniejszy ratusz Szwecji.

## Historia
Na miejscu obecnego stał wcześniejszy dwupiętrowy ratusz z dachem z torfu i kory, który 16 maja 1740 został rozebrany. Mieszczanie postarali się o drewniane belki i zebrali ponad 200 riksdalerów na budowę nowego ratusza. Zbudowano go w tym samym miejscu, lecz był o dwa łokcie krótszy w kierunku wschodnim. Eric Kyhlman, burmistrz w latach 1737–1759 w służbowym pamiętniku zapisał, iż sam wykonał plany ratusza, zatwierdzone następnie przez wojewodę. Sam też prowadził budowę. Po czterech latach budowy ratusz został ukończony i oddany do użytku w 1744 w święto Zesłania Ducha Świętego. Następnego dnia wybuchł w mieście pożar, w następstwie którego 21 rodzin zostało bez dachu nad głową, ale ratusz wraz z innymi budynkami użyteczności publicznej ocalał.

## Architektura
Ratusz w Sigtunie symbolizuje szwedzką architekturę małomiasteczkową. Zachował swój dawny wygląd na placu pozbawionym oryginalnej zabudowy, która przepadła w pożarze miasta w 1744 roku. Ratusz jest niewielki, ponieważ i Sigtuna była wówczas małą miejscowością. Ratusz ma swój znany odpowiednik w duńskiej miejscowości Ebeltoft. Obecnie pełni funkcje muzealne. Jest również popularnym miejscem zawierania ślubów cywilnych. W reklamach turystycznych określany jest jako najmniejszy ratusz Szwecji. W rzeczywistości jest najmniejszym zachowanym ratuszem. Odznacza się dobrze wyważonymi proporcjami i kształtnym detalem. Reprezentuje architekturę swego czasu z wyraźnym rysem tradycji karolińskiej. Z tego względu w roku 1971 został uznany przez zarząd wojewódzki (länsstyrelsen) za budynek zabytkowy (szw. byggnadsminne) i 29 grudnia tego samego roku wpisany na listę Riksantikvarieämbetet pod numerem 21300000013433.

### Wygląd zewnętrzny
Budynek wznosi się na fundamencie z ciosów granitowych. Jego fasada została wykonana z desek panelowych i profilowanych listew. Okna mają szyby ze starego szkła i ozdobne narożniki. Z tyłu budynku są dwa ślepe okna, które wstawiono w 1878 roku. W ostatnich czasach wstawiono jedno nowe okno. Poza tym elewacja zachowała swój pierwotny wygląd z czasu budowy ratusza.
Dach budynku jest wysoki, na wzór dworu z epoki karolińskiej. Wieża zegarowa pochodzi z dawnego ratusza, ale sam zegar jest dziełem współczesnym i pochodzi przypuszczalnie z czasu restauracji budynku z lat 20. XX wieku. Na wiatrowskazie znajduje się podobizna pieczęci miejskiej – korony i trzech gwiazdek. Na koronie widnieje cyfra 1664, a na szpicy 1720. Cyfry te oznaczają prawdopodobnie rok budowy oraz przebudowy wcześniejszego ratusza.
Portal ma klasycystyczny wygląd. Pilastry i ościeżnice drzwi pochodzą przypuszczalnie z XVII wieku. Od wewnątrz widoczne są uzupełnienia starych ościeżnic. Drzwi prawdopodobnie pochodzą ze starego ratusza. Znajdująca się nad nimi pozłacana korona jest dziełem Erica Kyhlmansa, natomiast witraż pod nią wykonał i podarował jeden z radnych miejskich, Johan Sjöman.

### Wnętrze
Sień ratusza została przebudowana w latach 1924–1925 pod kierunkiem architekta Everta Millesa. Wstawiono dwa małe drzwi, a w tylnej części ratusza urządzono archiwum. Posadzkę wyłożono wapieniem w kolorze czerwonym i szarym. Sień została odnowiona w 1970 roku. Z lewej strony sieni znajduje się pokój straży (vaktrummet), a z prawej – sala obrad (rådhussalen). W pokoju straży wisi portret ostatniego burmistrza miasta, Gustafa Dahla oraz obrazy topograficzne dawnej Sigtuny. W pokoju straży znajdował się dawniej miejski areszt. Jego granicę wyznacza belka umieszczona na suficie.

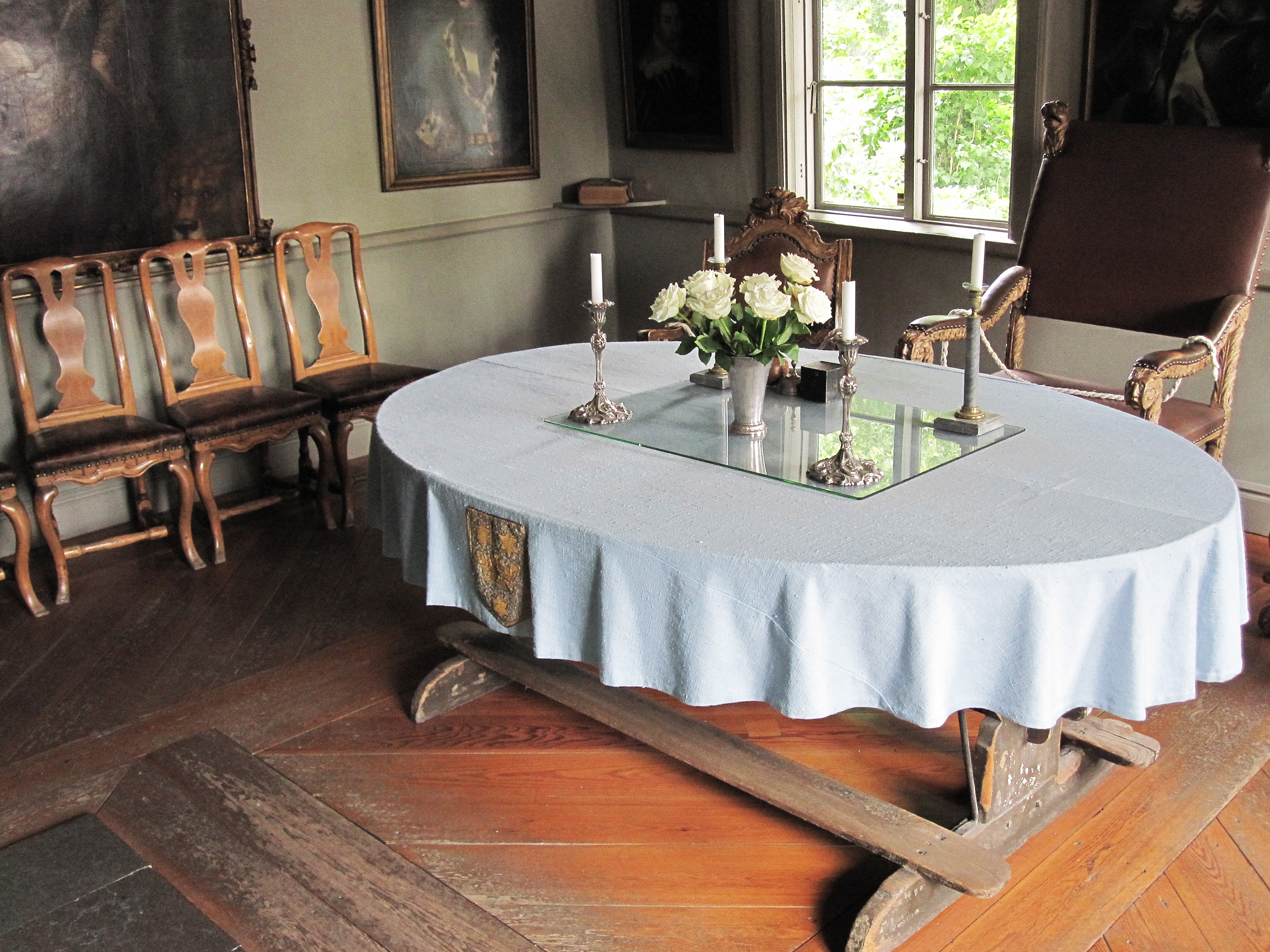
Dawna sala obrad rajców miejskich, obecnie sala ślubów

Sala obrad to wytworne pomieszczenie z oknami po obu stronach. Większość wystroju wnętrza wykonał Eric Kyhlman. Owalny stół i dwa wystawne krzesła służyły burmistrzowi i jego dwóm najbliższym współpracownikom. Krzesła są bogato zdobione w stylu barokowym i pochodzą przypuszczalnie z początku XVIII wieku. Po stronie południowej znajduje się grupa krzeseł wykonanych w XIX wieku w prostym, ludowym stylu (niektóre z nich są późniejszymi kopiami). Pośrodku stoją cztery stylowe krzesła w stylu tzw. chłopskiego rokoko. W wystroju pomieszczenia obecny jest dekoracyjny fryz na fasecie pod sufitem, wykonany na początku XIX w. w stylu neoklasycznym. Przedstawia on dwie postacie kobiece wyobrażające sądownictwo (postać z wagą i mieczem) i władzę wykonawczą (postać z rogiem obfitości i wiązką rózg – symbolami łaski i kary). W pokoju znajduje się zielony piec kaflowy. Pochodzi on z miejscowości Lövstaholm w Upplandzie, a w sali został zamontowany w 1920 roku.
Na ścianach wisi kilka portretów królewskich. Spośród nich wyróżnia się portret Fryderyka I pędzla Georga Engelharda Schrödera. Portret ten został podarowany ratuszowi przez szwagra Kyhlmansa, malarza-portrecistę Johana Henrika Scheffela. Duży portret Karola XI Kyhlman kupił na straganie w Sztokholmie, zaś portret Karola X Gustawa otrzymał w prezencie od drugiego ze swych szwagrów, Åkermana. Po trzecim szwagrze, Carlu Bergstedtcie odziedziczył portret Karola XII. Portret kobiecy w kolekcji reprezentuje królowa Jadwiga Eleonora. Jej podobiznę Kyhlmans odziedziczył po swoich rodzicach. Kolekcję uzupełniają trzy podobne w charakterze, portrety Gustawa I Wazy, Gustawa II Adolfa i Karola IX. W dwóch narożnikach sali znajduje się kilka egzemplarzy starej broni: partyzana i trzy topory bitewne. W ratuszu jest też kilka narzędzi służących do wymierzania kar m.in.: kuna żelazna i kajdanki ze zgniataczem kciuków.